# Clásica de Alcobendas
La Clásica Internacional de Alcobendas est une course cycliste par étapes disputée à Alcobendas, dans la communauté de Madrid en Espagne. Créée en 1984, elle est ouverte aux professionnels depuis 1991. En 2005, elle a intégré l'UCI Europe Tour, en catégorie 2.1.
Jusqu'en 2000, elle ne comptait qu'une étape. À partir de l'édition 2001, elle comporte trois étapes.

## Palmarès
| Année | Vainqueur             | Deuxième                       | Troisième                      |
| ----- | --------------------- | ------------------------------ | ------------------------------ |
| 1984  | Alain de Vuyst        | José Albisu                    | Javier Murguialday             |
| 1985  | José Enrique Carrera  | Isaac Lisaso                   | Juan Carlos González           |
| 1986  | Roberto Rodríguez     | Melchor Mauri                  | Víctor Gonzalo                 |
| 1987  | Jesús Núñez Lazo      | Antonio Espinel                | Flavio Vanzella                |
| 1988  | non-disputé           | non-disputé                    | non-disputé                    |
| 1989  | Kiko García           | Antonio Salvador               | Ramon Ros                      |
| 1990  | non-disputé           | non-disputé                    | non-disputé                    |
| 1991  | Ángel Edo             | José Luis Rodríguez García     | Vicente Prado                  |
| 1992  | Kiko García           | Juan Carlos González           | Alfonso Gutiérrez              |
| 1993  | Laurent Jalabert      | Ángel Edo                      | Alberto Leanizbarrutia         |
| 1994  | Abraham Olano         | Alberto Leanizbarrutia         | Paolo Lanfranchi               |
| 1995  | Federico Colonna      | Gian Matteo Fagnini            | David Etxebarria               |
| 1996  | Stefano Celambi       | Simone Biasci                  | Stefano Dante                  |
| 1997  | Serguei Smetanine     | Ángel Edo                      | Alexander Gontchenkov          |
| 1998  | Juan Carlos Domínguez | Unai Etxebarria                | David Etxebarria               |
| 1999  | Juan Carlos Domínguez | Miguel Ángel Martín Perdiguero | Cândido Barbosa                |
| 2000  | Henk Vogels           | Juan Carlos Vicario            | Ángel Vicioso                  |
| 2001  | Abraham Olano         | Juan Carlos Domínguez          | Jan Hruška                     |
| 2002  | David Moncoutié       | David Millar                   | Andrei Teteriouk               |
| 2003  | Joseba Beloki         | Juan Carlos Domínguez          | Santiago Botero                |
| 2004  | Iban Mayo             | Eladio Jiménez                 | David Moncoutié                |
| 2005  | Pavel Tonkov          | José Ángel Gómez Marchante     | Miguel Ángel Martín Perdiguero |
| 2006  | Jan Hruška            | Vladimir Karpets               | Daniel Moreno                  |
| 2007  | Luis Pérez Rodríguez  | Daniel Moreno                  | Alberto Fernández de la Puebla |
| 2008  | Ezequiel Mosquera     | Tomasz Marczyński              | Massimo Codol                  |